# کیناز

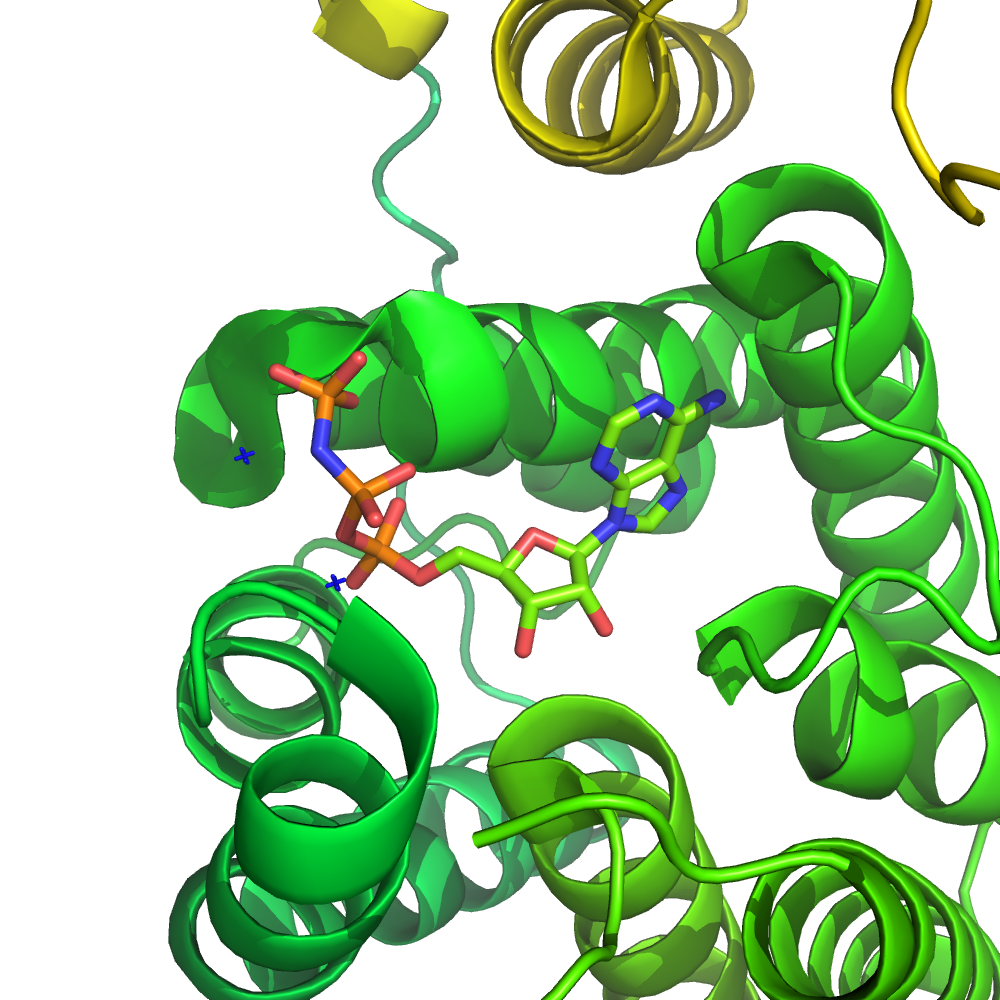
جایگاه فعال دی هیدروکسی استون کیناز

کیناز یا فسفوترانسفرازها آنزیم‌هایی هستند که گروه فسفات پرانرژی را از مولکول‌هایی مانند ATP (آدنوزین تری فسفات) به سوبسترا‌های خود منتقل می‌کنند. کینازها جزو دسته ترانسفراز‌ها هستند. سوبستراهای کینازها می‌توانند پروتئین، کربوهیدرات یا چربی باشند.
آنزیم کیناز به عنوان کلید کنترلی برای انجام بسیاری از فعالیت‌های سلولی از زمان رشد تا هنگام مرگ عمل می‌کند. در هر لحظه در هر سلول بیش از ۵۰۰ کیناز مختلف در حال عملکرد هستند. کینازها تقریباً در تمام جنبه‌های فیزیولوژی دخالت دارند. از جمله کینازهای بدن آنزیم مبدل آنژیوتانسین می باشد.

## کینازهای پروتئین
کینازهای پروتئین روی پروتئین ها عمل کرده و آنها را فسفات دار می کنند.این واکنش ها به‌طور عمده روی آمینو اسید ها با خاصیت هسته‌دوست مانند سرین , ترئونین,تیروزین, یا هیستیدین اتفاق می افتد.

## کینازهای لیپید
گلیسرول کیناز، که گلیسرول رو به گلیسرول 3-فسفات تبدیل میکند.

## کینازهای قند
در بسیاری از پستانداران , قسمت عمده انرژی روزانه از قندها به دست می اید.به این فرایند که به قند کافت معروف است، مولکول‌های قند می بایست به قسمت های کوچکتر شکسته شوند. کینازها نقش مهمی در این مسیرها بازی می کنند. به عنوان مثال هگزوکیناز گلوکز را به گلوکز -۶- فسفات تبدیل کرده،و بدین وسیله این مولکولها از سلول خارج نمی‌شوند .